# A79 (Frankrijk)
De A79, oftewel La Bourbonnaise, is een Franse autosnelweg in het departement Allier in het centrum van Frankrijk. De autosnelweg is 4 november 2022 opengesteld voor het verkeer en vormt een 92 kilometer lange oost-westverbinding op de transversale route door Frankrijk die bekendstaat als de RCEA. De A79 is grotendeels een verbreding van de route nationale N79. De Europese weg 62 loopt over de A79.

## Beschrijving

Detail van de RCEA

De route nationale 79 maakte al enkele decennia deel uit van een oost-west corridor voor vrachtverkeer door het centrum van Frankrijk. Deze route, gekend als de Route Centre-Europe Atlantique of RCEA loopt slechts over een beperkt deel over autosnelwegen. Vooral het gedeelte tussen Montmarault en Paray-le-Monial kent druk verkeer omdat er geen goede oost-west-alternatieven beschikbaar zijn. Tussen Digoin (enkele kilometers ten westen van Paray-le-Monial) en Paray-le-Monial beschikte de huidige weg al over een 2x2-profiel, maar het gros van de route tussen de A71 bij Montmarault en Digoin bestond slechts uit twee rijstroken. Dit feit, gecombineerd met het gebruik als vrachtcorridor, resulteerde in een reputatie van dodenweg. Hoge kosten voor een verbreding weerhielden de overheid er lang van om dit stuk aan te pakken. Uiteindelijk werd er gekozen voor een concessie voor een tolautoweg.
De beslissing tot aanleg (verklaring tot openbaar nut) van een snelweg tussen Montmarault en Digoin werd genomen in 2017. De concessie voor de nieuwe A79 (met tol) verleend (aan APRR) om de werken te laten starten in 2020.
In het westen sluit de A79 aan op de A71 waarlangs de belangrijke havens van Nantes-Saint-Nazaire via de A85 bereikt kan worden. Bordeaux is te bereiken via de A89 of via de tolvrije (oude) route van de RCEA via Montluçon. In het oosten gaat de weg over in de N79 die de Allier verlaat via het Loire-viaduct. Zo'n twaalf kilometer oostelijker, bij Paray-le-Monial splitst het verkeer naar het noordoosten (A36 naar Mulhouse) zich af. Het verkeer naar het oosten gaat hier verder over de N79 richting Mâcon, A406 en A40.

## Tol
De nieuwe autosnelweg is een tolweg, uitgebaat door de onderneming APRR. Daarbij is het tolsysteem op de A79 uitgevoerd als free-flow, wat betekent dat men niet langer door een tolpoort hoeft te rijden bij het in- en uitrijden van een deel van dit toltraject. In plaats daarvan registreren camera's langs en boven de weg alle passerende kentekens van voertuigen die langsrijden. Bestuurders kunnen de tol vervolgens op een aantal manier betalen: online overmaken op basis van hun geregistreerde heffing op kenteken, op betaalpunten bij de aires langs deze tolroute, of indien de bestuurder télépéage heeft via automatische facturering.
Enkel reizigers vanaf de A71 die de A79 op rijden in oostelijke richting, moeten nog door een fysieke tolpoort ter hoogte van Deux-Chaises, om van tolsysteem te veranderen.

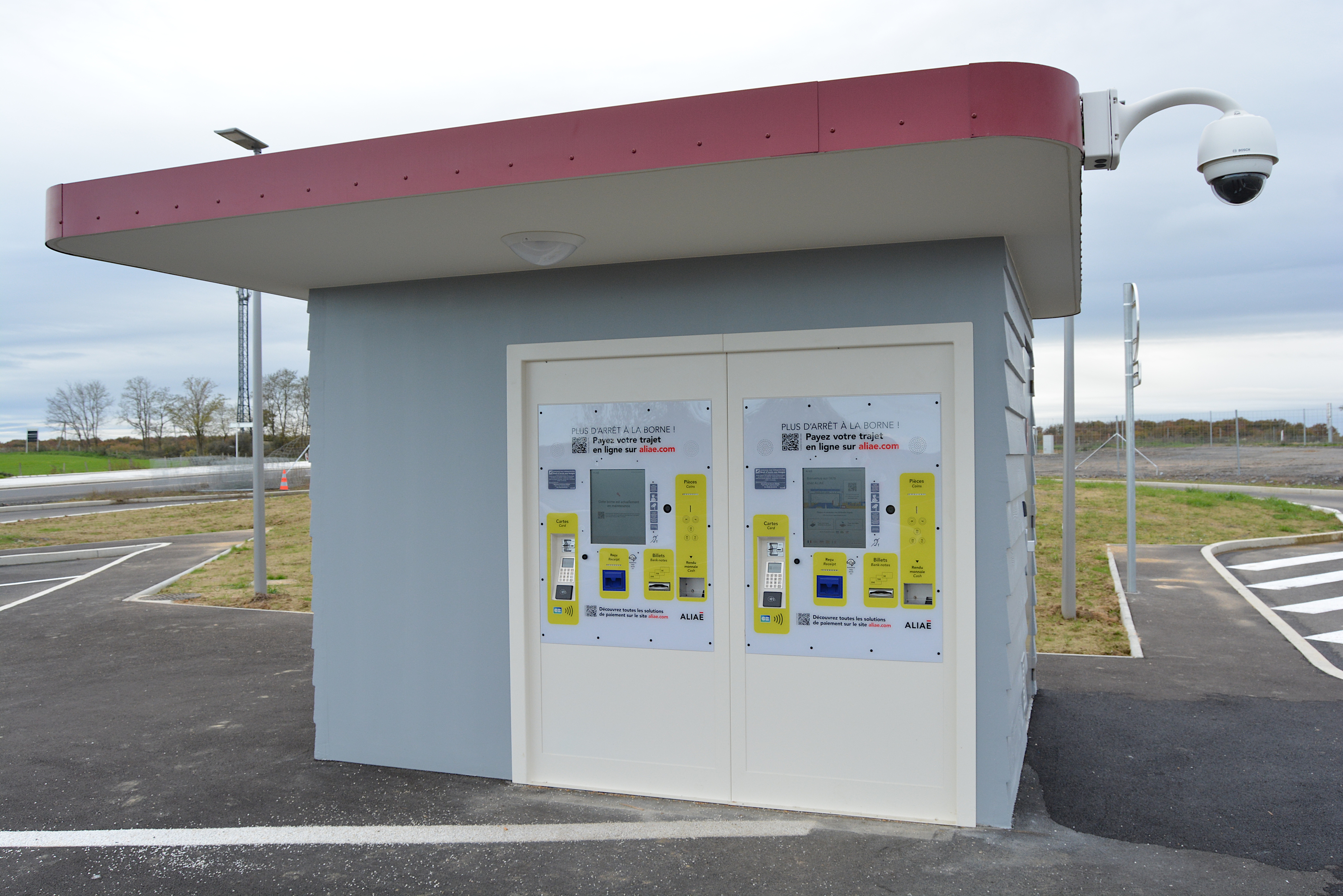
Een betaalautomaat bij complex 24, Le Donjon
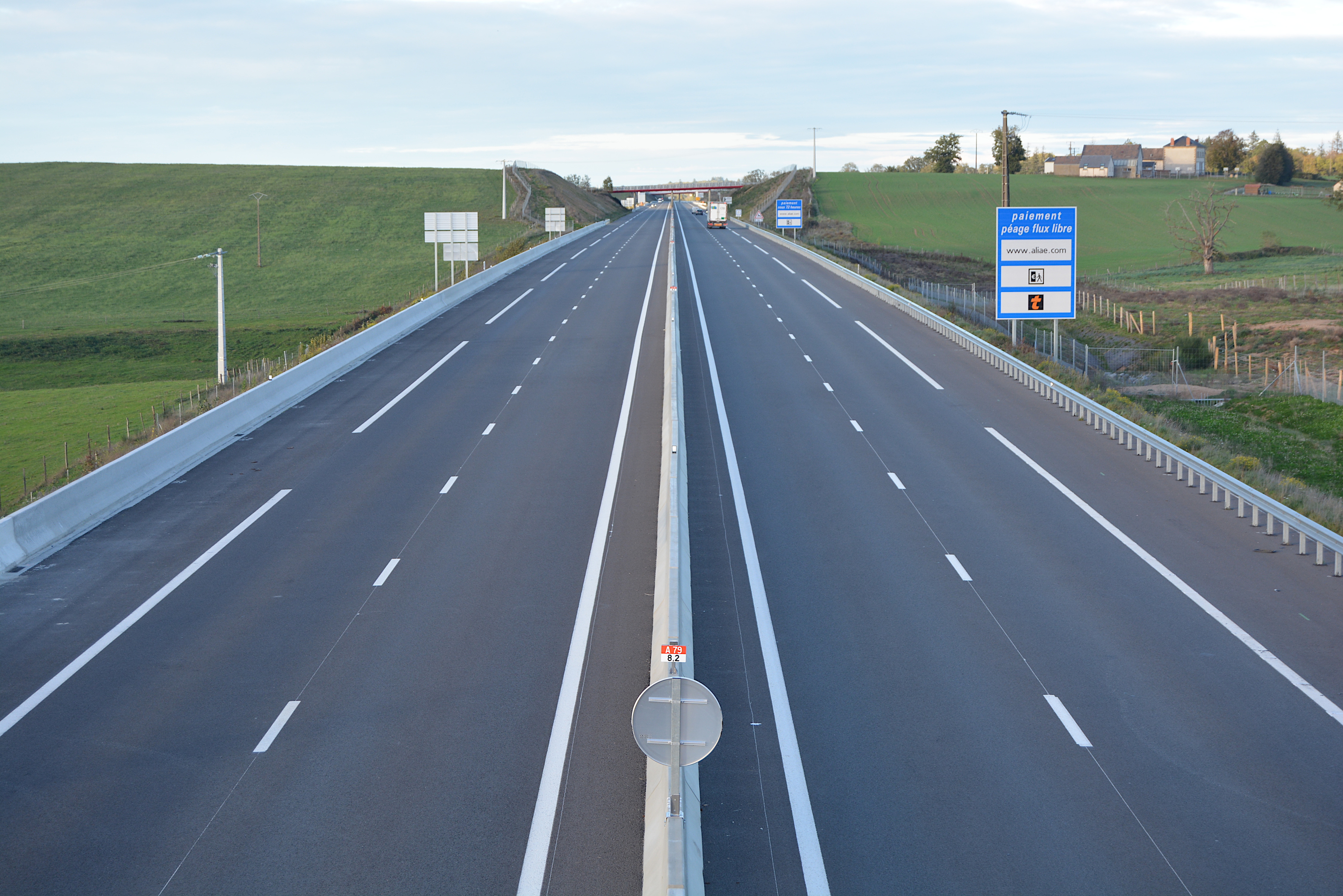
Signalisatie om gebruikers te informeren over de betaalmogelijkheden
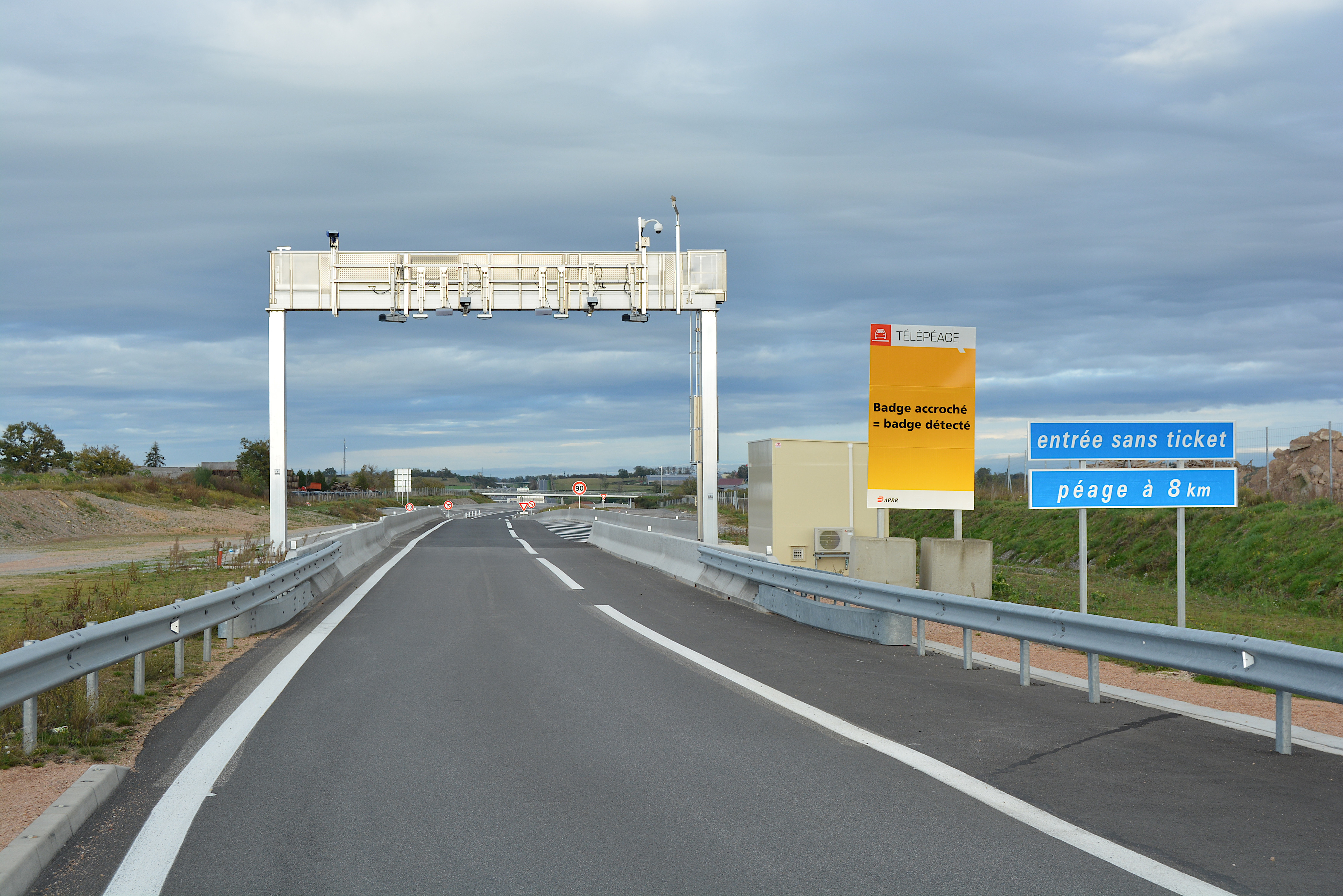
Installatie voor de registratie van voertuigen via ANPR of een télépéagebadge

## Project A79La Cévenole
Rond de eeuwwisseling was er een plan voor een nieuwe A79-autosnelweg die de snelweg A432 vanaf het vliegveld Aéroport Saint-Exupéry bij Lyon zou gaan verbinden met de snelwegen A9 en A61 ter hoogte van Narbonne in de regio's Auvergne-Rhône-Alpes en Occitanie. De autosnelweg zou langs de uitlopers van het Cevennengebergte lopen en kreeg daarom de bijnaam La Cévenole. Er zijn echter geen concrete plannen voor de realisatie van deze snelweg door de hoge financiële kosten en milieu-effecten.